# Kulturkrock

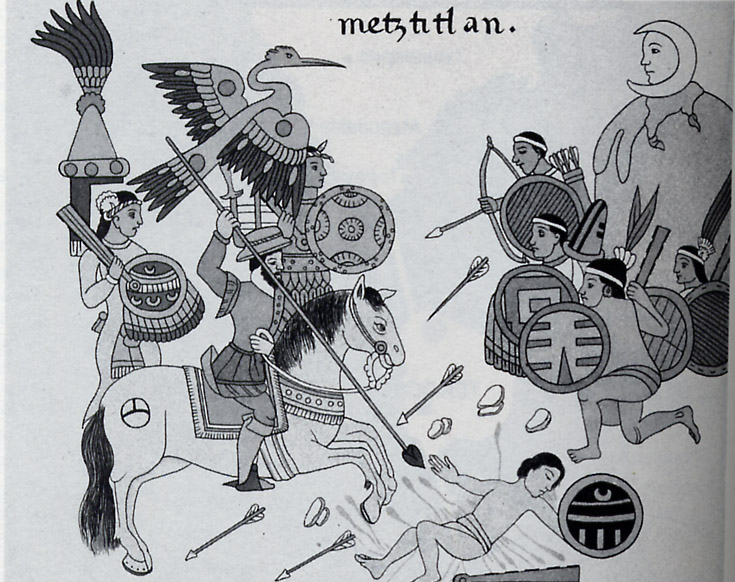
Mötet med erövrarna med gevär och hästar chockade aztekerna, så de förvirrade européerna med profeter från öst.

Enligt modellen kommer människor från början att ha (1) smekmånadsperiod och sedan (2) övergångsperiod, det vill säga kulturchock. Men senare kommer människor att börja anpassa sig (3) (den prickade linjen visar att vissa människor kommer att hata den nya kulturen). Och (4) hänvisar till vissa människor som återvänder till sin plats för att anpassa sig till den forntida kulturen.

Kulturkrock syftar på problematiska möten och missförstånd mellan individer med olika kulturell bakgrund. Kulturkrockar (engelska: Culture shock) har varit föremål för forskning sedan 1950-talet. Varför krockarna sker, hur de sker och hur man kan mildra oönskade effekter av dem är centrala frågor inom interkulturell kommunikation och utbildning runt kulturkrockar ingår idag i större företags förberedande utbildningar av personal som ska stationeras utomlands.
Kritiker har pekat ut att företag som sysselsätter sig med kulturkrocksrelaterad utbildning ofta håller sig med omoderna och essentialiserande teorier om kultur som betonar det problematiska i kulturmöten och så indirekt också behovet av dessa företags tjänster. Begreppet kulturkrock kan också ideologiskt knyta an till idéer som att kulturella skillnader legitimerar exkludering och diskriminering utefter rasföreställningar och rangordning av kultur som högre och lägre stående i relation till varandra, se exempelvis kulturell rasism.